# Urazek czteroplamkowy
Urazek czteroplamkowy (Glischrochilus quadripunctatus) – gatunek chrząszcza z rodziny łyszczynkowatych i podrodziny Cryptarchinae.
Gatunek ten opisany został po raz pierwszy w 1758 roku przez Karola Linneusza jako Silpha quadripunctata.
Chrząszcz o płaskim, podługowato-owalnym, nagim ciele długości od 3 do 8 mm. Ubarwiony jest błyszcząco czarno z czterema dużymi, rdzawoczerwonymi do żółtawych plamami na pokrywach. Przedplecze ma podstawę węższą od nasady pokryw. Przedpiersie ma wyrostek rozszerzony i u wierzchołka ścięty. Punkty na pokrywach rozmieszczone są bezładnie, tylko gdzieniegdzie układając się w nieregularne rządki, przy czym rządek przyszwowy jest z tyłu pokryw wyraźny. Wierzchołki pokryw są u samca zaokrąglone, zaś u samicy wyciągnięte w dzióbek. Powierzchnia zapiersia jest gładka, niepunktowana.

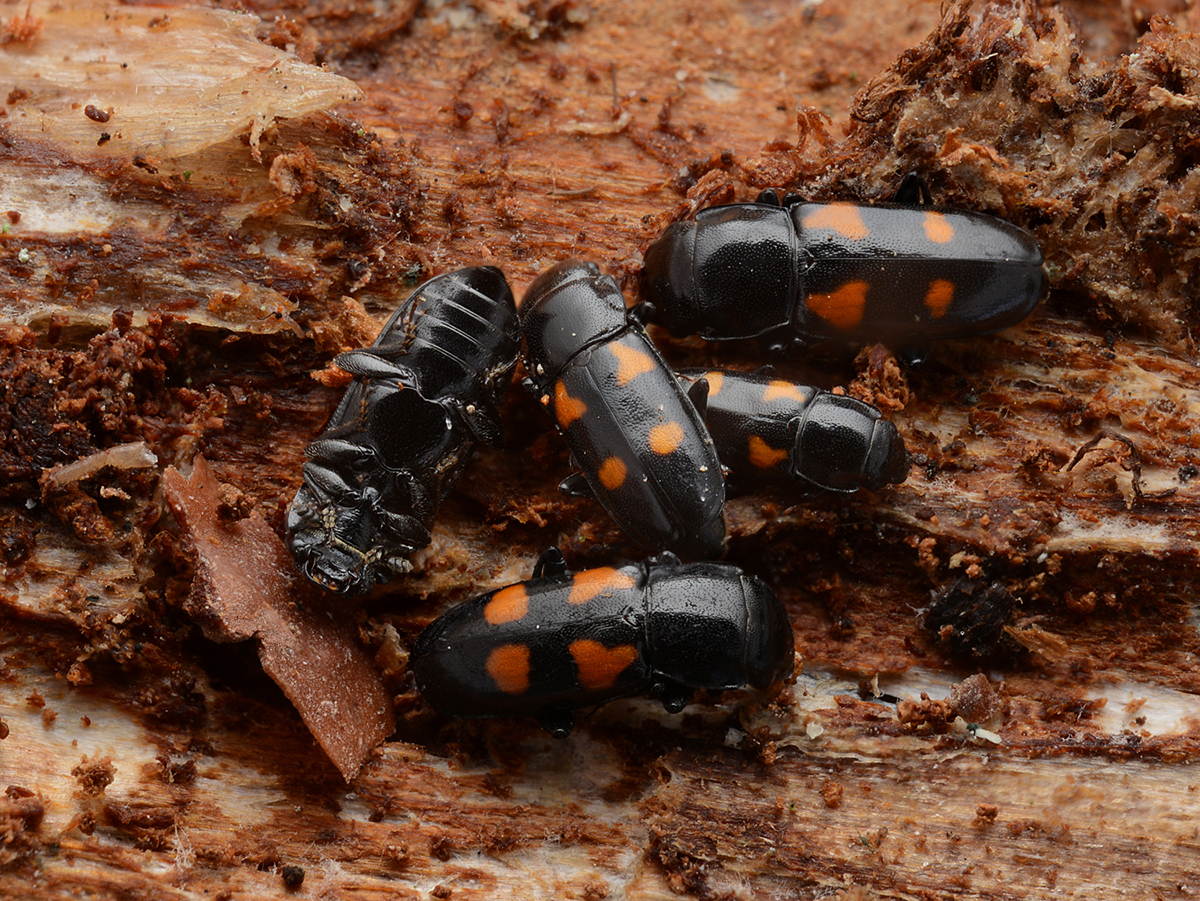
W naturalnym środowisku

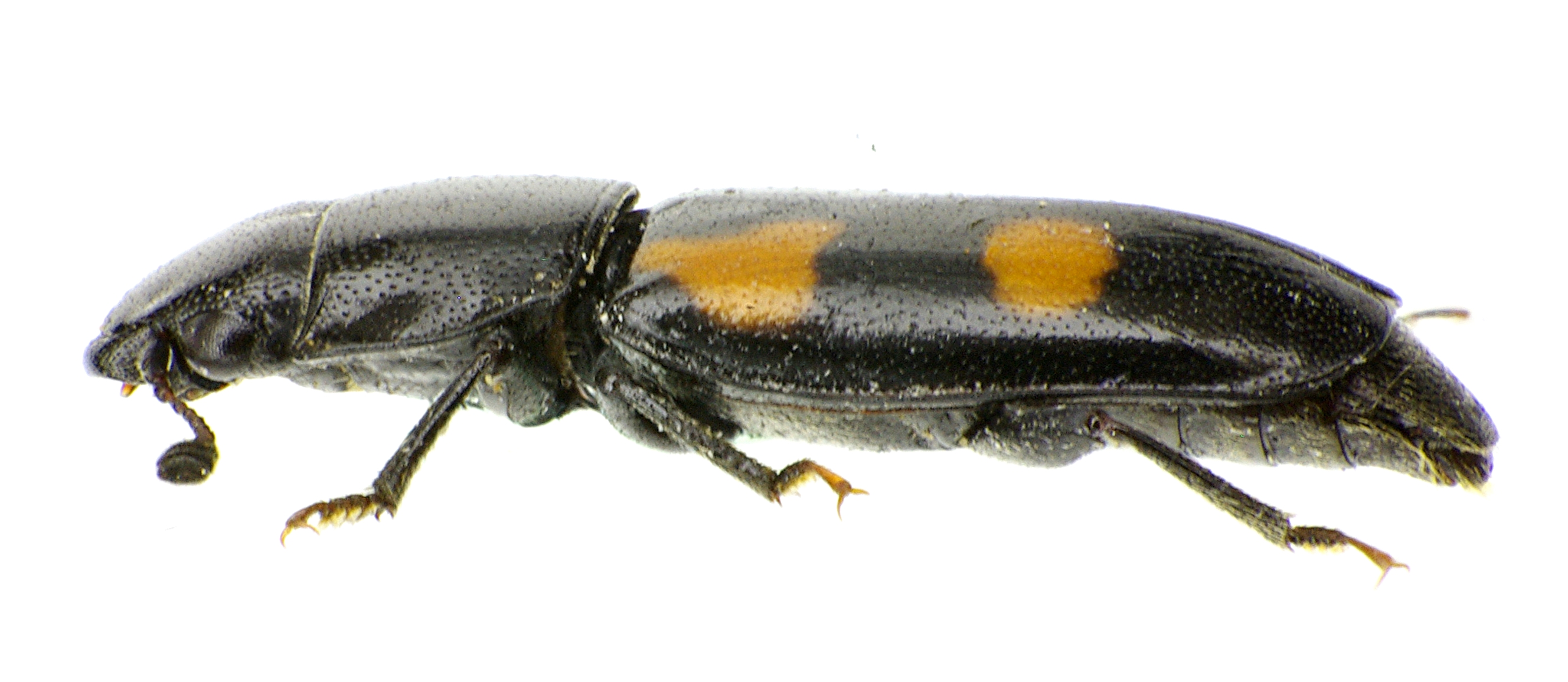
Widok z boku

Urazek ten zaliczany jest do chrząszczy podkorowych. Najliczniej występuje pod korą drzew iglastych w chodnikach kornikowatych, zwłaszcza cetyńców (Blastophagus) i korników (Ips), których to larwy padają jego łupem. Bytuje także pod korą, na ściętych powierzchniach i przy wyciekającym soku innych drzew, także liściastych. Larwy tego urazka również przechodzą rozwój pod korą drzew.
Owad palearktyczny, w Europie znany z prawie wszystkich krajów, w tym z Polski, a na północ sięgający po północne skraje Fennoskandii. W Azji rozsiedlony na Bliskim Wschodzie oraz przez Syberię po Kraj Nadmorski na Dalekim Wschodzie Rosji. Znany także z Afryki Północnej.